# Bombay to Goa
Bombay to Goa é um filme indiano dirigido por S. Ramanathan e lançado em 1972.